# Zörbig
Zörbig is een stad in de Duitse deelstaat Saksen-Anhalt, en maakt deel uit van de Landkreis Anhalt-Bitterfeld.
Zörbig telt 9.123 inwoners.

## Indeling gemeente
De volgende Ortsteile maken deel uit van de gemeente:
- Cösitz
- Göttnitz
- Großzöberitz
- Löberitz
- Löbersdorf
- Mößlitz
- Priesdorf
- Prussendorf
- Quetzdölsdorf
- Rieda
- Salzfurtkapelle
- Schortewitz
- Schrenz
- Spören
- Stumsdorf
- Wadendorf
- Werben
- Zörbig

Aken ·
Bitterfeld-Wolfen ·
Köthen ·
Muldestausee ·
Osternienburger Land ·
Raguhn-Jeßnitz ·
Sandersdorf-Brehna ·
Südliches Anhalt ·
Zerbst/Anhalt ·
Zörbig